# Grimmia madagassa
Grimmia madagassa là một loài Rêu trong họ Grimmiaceae. Loài này được Renauld & Cardot mô tả khoa học đầu tiên năm 1909.